# Sylvie Uderzo
Pour les articles homonymes, voir Uderzo.
Sylvie Uderzo, fille d’Albert Uderzo et d’Ada Milani, est une éditrice française née le 24 juillet 1956 à Enghien-les-Bains. Elle a fait la majeure partie de sa carrière aux Éditions Albert-René, maison d’édition chargée de la publication et de l’exploitation d’Astérix (entre autres).

## Biographie
Après avoir fait l’École de Publicité (1980), Sylvie Uderzo occupe différents postes avant de rejoindre en 1987 les Éditions Albert René. Dans la maison d’édition fondée par son père, elle occupe pendant 5 ans le poste de directrice de la communication avant de devenir directrice générale (en 1992), fonction qu’elle occupe jusqu’à son licenciement en 2007. Elle s'est chargée, durant 20 ans, de faire vivre les personnages en dehors des albums de bande dessinée. En 2007, elle porte plainte devant les prud’hommes pour licenciement abusif. Sylvie Uderzo porte également plainte contre X craignant un abus de faiblesse sur la personne de son père. « L’affaire Uderzo », initialement instruite par le procureur Philippe Courroye, est relancée à la suite de la condamnation en appel du notaire d'Albert Uderzo dans d'autres affaires pour faux en écriture, escroquerie et abus de faiblesse. Sylvie Uderzo a ainsi porté plainte pour faux témoignage contre l'expert-comptable d'Albert Uderzo, qui a répliqué en portant plainte contre sa fille pour « violences psychologiques ».
Sylvie Uderzo a également été actionnaire minoritaire des Éditions Albert René jusqu’en 2011, année où elle a vendu ses parts à Hachette qui détient, depuis cette date, l'intégralité du capital (et donc le plein contrôle de l’exploitation d’Astérix).
En 2012, elle acquiert la plus importante collection privée d’objets liés à l’œuvre de son père (environ 11 000 références pour plus de 100 000 pièces), jusqu’alors détenue par le collectionneur Marc Jallon.

## Contributions
En tant que directrice de la communication, puis directrice générale des Éditions Albert-René, Sylvie Uderzo a joué un grand rôle dans les différentes actions menées autour des albums et des films d'Astérix. Elle a par exemple été présidente (2006-2007) des Prix Albert-Uderzo.

### Livres
- Préambule d’Astérix et ses amis (Éditions Albert-René, 2007) : le texte de Sylvie Uderzo est accompagné d’un dessin de son père.
- Préface 7 ans de malheur ! de La loi des seigneurs, de Bernard de Choisy (Michalon, 2014).

### Cinéma
- Astérix aux jeux olympiques (2008) : productrice associée[13]

- Astérix et les Vikings (2006) : special thanks[14]

### Tribune
- « Aux lecteurs d'Astérix », Le Monde, 14 janvier 2009[15]

## Anecdote
Sylvie Uderzo apparaîtrait dans la série Astérix sous les traits de Coriza, dite « Zaza » (fille de l’aubergiste Orthopédix et d’Angine), dans Le Cadeau de César[réf. nécessaire].